# Michael (1924)
Michael ist ein deutscher Spielfilm von Carl Theodor Dreyer aus dem Jahr 1924. Er entstand nach dem gleichnamigen Roman von Herman Bang aus dem Jahr 1904.

## Handlung
Der Maler Claude Zoret fühlt sich seinem Modell Eugène Michael, den er auch als Pflegesohn angenommen hat, emotional verbunden. Michael ist ihm künstlerische Anregung, zugleich gibt er ihm alles, was Michael benötigt. Während eines Abendessens bei Zoret sind neben Michael der Herzog Monthieu, das befreundete Ehepaar Adelskjold und der Kritiker Switt zu Gast. Zoret eröffnet ihnen, er wolle ein Bild vom Mord Brutus’ an Cäsar malen; dabei schaut er zu Michael. Der Herzog zeigt seine Zuneigung zu Alice Adelskjold.
Die verarmte Fürstin Zanikow will ein Porträt von sich malen lassen. Zoret lässt sich schließlich dazu überreden. Michael ist von ihr eingenommen und geht eine Beziehung mit ihr ein. Den teuren Lebensstil finanziert er mit dem Verkauf von Bildern und anderen Gegenständen Zorets. Dieser deckt ihn gegenüber Switt, der zur Trennung von Michael geraten hat, und kauft gar ein Michael geschenktes und von jenem zum Verkauf angebotenes Bild durch den Kunsthändler Leblanc zurück.
Das offene Bekenntnis Michaels, er habe es satt, als Modell zu dienen, ändert nichts an Zorets ungebrochener Zuneigung zu Michael. Der Herzog wird von Adelskjold im Duell getötet, nachdem dieser von der Liaison des Herzogs zu seiner Frau erfahren musste.
In einer Vernissage stellt Zoret sein neustes Bild Hiob – ein Mensch, der alles verloren hat vor. Als „Maler des Schmerzes“ wird er von den Anwesenden gerühmt.
Auf seinem Sterbebett lässt Zoret seinen gesamten Besitz Michael zukommen. Dieser hält es nicht für nötig, dort zu erscheinen, und vergnügt sich lieber mit der Fürstin Zanikow. Zoret stirbt mit den Worten: „Jetzt kann ich ruhig sterben, denn ich habe eine große Liebe gesehen.“